# Lissabon Sul e Sueste

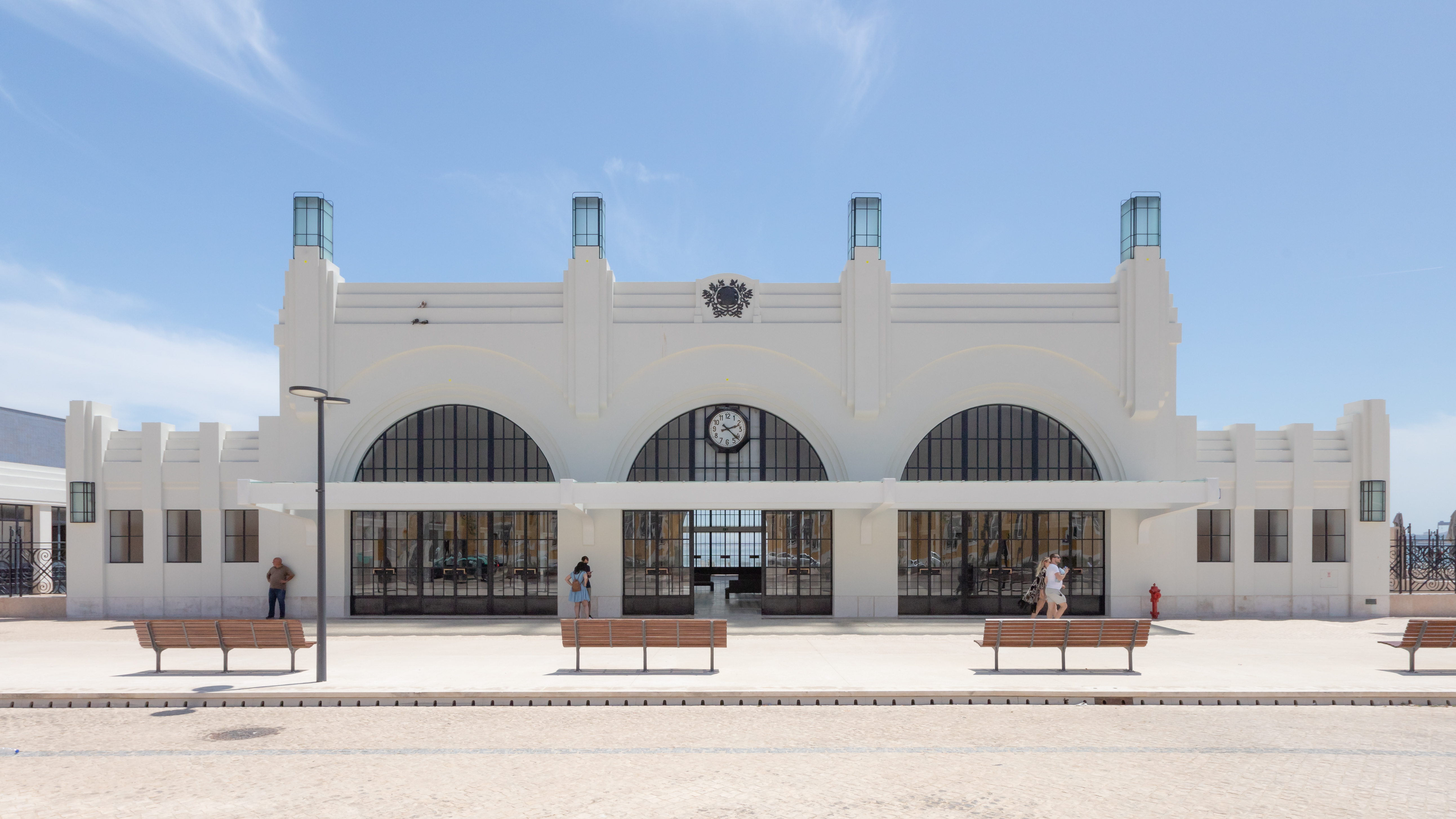
Gebäude des Fährterminals (2021)

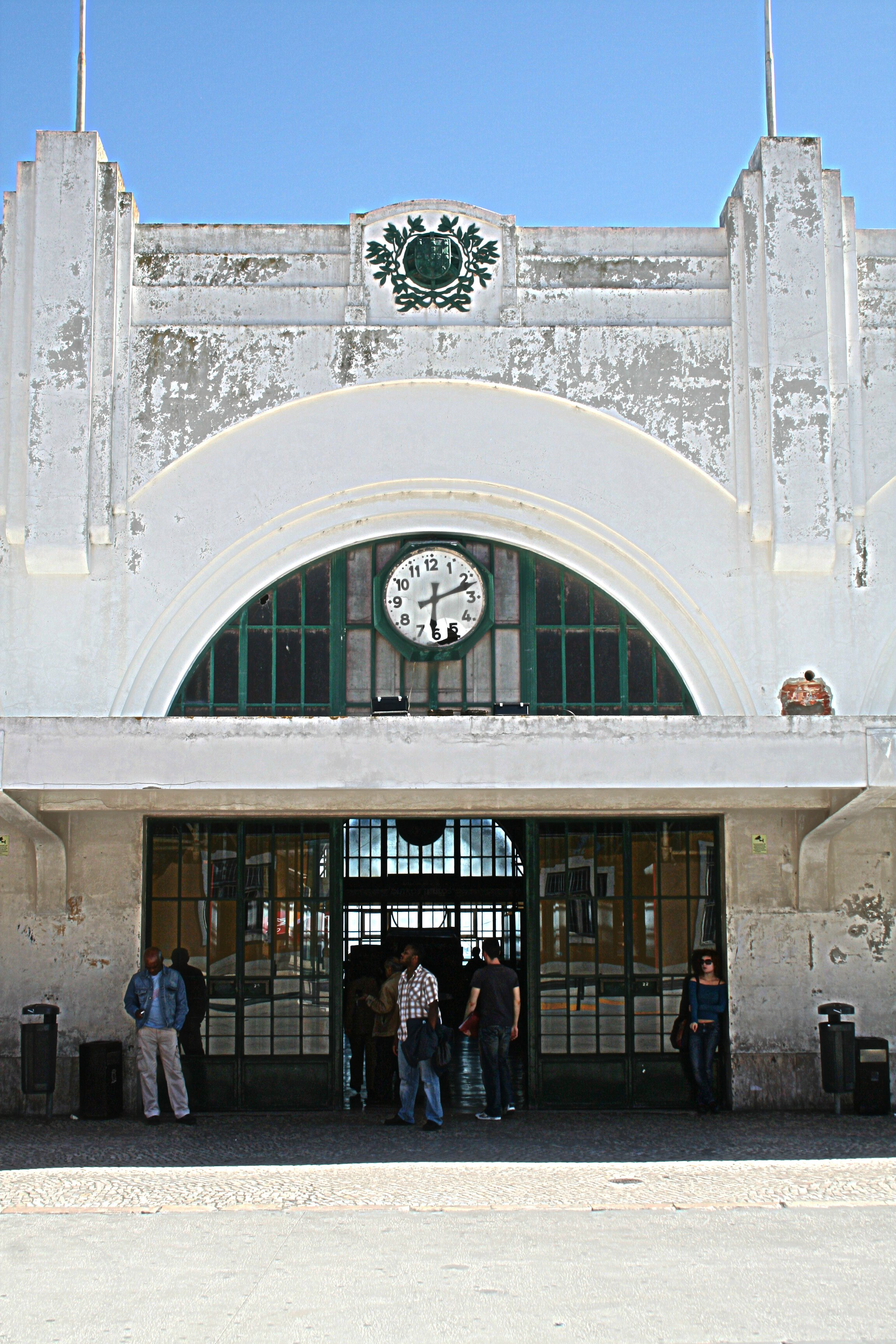
Haupteingang (2009, vor der Grundsanierung)

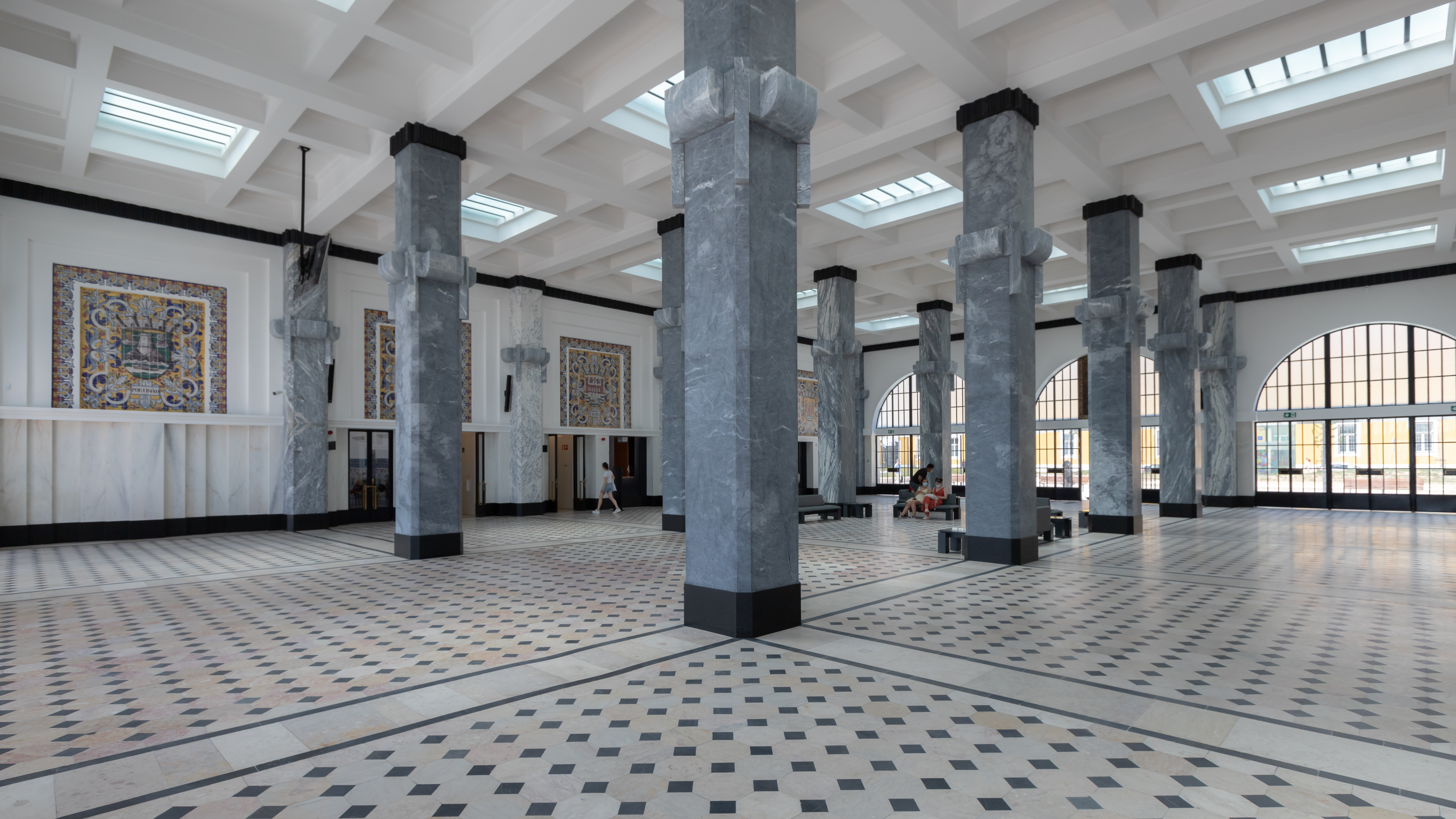
Wartehalle (2021)

Estação Ferroviária do Sul e Sueste (zu deutsch in etwa „Süd- und Südostbahnhof“), auch Terminal Fluvial do Terreiro do Paço („Fährterminal am Schlossplatz“), ist ein Schiffsterminal im Zentrum der portugiesischen Hauptstadt Lissabon nahe der Praça do Comércio, gelegen an der Avenida Infante D. Henrique in der Stadtgemeinde Santa Maria Maior. Obwohl an dem Terminal nur Schiffe hielten und halten, galt es bis zur Errichtung der Eisenbahnverbindung über den Tejo (Ponte 25 de Abril) im Jahre 1999 als fester Bestandteil des portugiesischen Eisenbahnnetzes. Unterhalb des Bahnhofes befindet sich die U-Bahn-Station Terreiro do Paço.

## Geschichte
Seit der Einführung eines regelmäßigen Fährverkehrs mit Dampfschiffen über den Tejo in den 1860er Jahren gab es eine Anlegestelle für die Schiffe in der Nähe des Praça do Comércio, im Volksmund auch oft nur Terreiro do Paço (Schlossplatz) genannt. Notwendig war der Fährverkehr spätestens seit der Eröffnung der Linha do Alentejo im Jahre 1857 zwischen Barreiro und Bombel, die später bis nach Setúbal, Évora und weiter in die Algarve verlängert wurde. Die Anlegestelle selbst bestand jedoch nur aus einigen wenigen Holzbaracken, die, nach landläufiger Meinung nicht der repräsentativen Umgebung entsprach, oder, um es mit den Worten des Intellektuellen Raul Proença zu sagen, „die Hauptstadt beschämte“.
Aus diesem Grunde beauftragte die königliche Eisenbahngesellschaft – unter deren Regie auch der Fährbetrieb lief – den Architekten José Ângelo Cottinelli Telmo für die Anlegestelle ein neues Empfangsgebäude zu entwerfen. Selbiges konnte im Jahre 1932 eröffnet werden. Continelli entwarf ein Gebäude mit sehr klaren Formen und Strukturen entsprechend dem Stile der 1930er Jahre und widerstand damit der historistischen Versuchung, die aufgrund der Nähe zum Praça do Comércio beziehungsweise der Baixa Pombalina im Allgemeinen nahe lag. Das Gebäude, das im Übrigen als eines der ersten des Estado Novo gilt, besitzt zur Avenida Infante D. Henrique zugewandt drei große halbrunde Eingangsportale, die mächtige Uhr über dem Eingang weckt sofort die Assoziation zu einem „realen“ Bahnhof. Im Inneren empfängt den Fahrgast eine sehr große Halle mit hoher Decke, die durch starke mit Marmor verkleidete Pfeiler gestützt wird.
Bis 1993 standen die Schiffe, welche die Verbindung zwischen dem Nord- und Südufer des Tejo herstellten, unter der direkten Regie der damaligen Caminhos-de-ferro Portugueses. Daraufhin gliederte die CP den Fährbetrieb in die Tochtergesellschaft Soflusa aus. Bis 1998 trugen die Schiffe die Hauptlast des Verkehrs zwischen dem Nord- und Südufer. 1999 wurde die Eisenbahnverbindung über die Ponte 25 de Abril (Linha do Sul) eingeweiht, seitdem fahren alle Fern-, Regional- und Nahverkehrszüge gen Süden über die Brücke. Die Schiffsverbindung verlor massiv an Bedeutung, ebenso der Bahnhof Barreiro wie auch die Linha do Alentejo bis Pinhal Novo.
2001 kaufte die konkurrierende Fährgesellschaft Transtejo die Soflusa auf. Seitdem besitzt der „Schiffsbahnhof“ keine eisenbahnrechtliche Verbindung mehr mit dem portugiesischen Eisenbahnnetz. Dennoch verblieb bis heute eine Verkaufsstelle der Comboios de Portugal im Bahnhof.
2007 ging nach vielen Verzögerungen die Verlängerung der Linha Azul der Metro Lissabon zwischen dem innerstädtischen U-Bahnhof Baixa-Chiado und dem Fernbahnhof Santa Apolónia in Betrieb. Unterhalb des Schiffsterminals entstand der U-Bahnhof Terreiro do Paço. Aufgrund der umfangreichen Bauarbeiten am U-Bahnhof war der Schiffsverkehr zeitweise beeinträchtigt, sodass bestimmte Verbindungen zum Nachbarterminal Cais do Sodré verlagert wurden. Nach der Errichtung des U-Bahnhofes begannen die Bauarbeiten für einen Neubau des Schiffsterminals – analog zum Schiffsterminal Cais do Sodré.